# Norwegian Wood (This Bird Has Flown)
A Norwegian Wood (This Bird Has Flown) a The Beatles együttes 1965-ös dala a Rubber Soul albumról. A dal szerzője John Lennon, de a szöveg írásában közreműködött Paul McCartney is. A dalon George Harrison szitáron is játszik. Így ez lett az első nyugati rock zene, amelyben indiai hangszerek is megszólalnak.

## A dal megírása
A dal szövegének keletkezése egészen 1965 január-február környékéig nyúlik vissza. Lennon az akkori feleségével, Cynthiával, George Martinnal és annak feleségével, Judyval síelt a svájci St. Moritzban. Lennon egyik este a fürdőszobában találta ki a dal korai verzióját és az első verzéjét: "I once had a girl, or should I say she once had me". A dalszövegre hatással volt Bob Dylan akkori dalainak stílusa is, ami egy történetet mesél el és félelmetes, rejtélyes nőalakok szerepelnek benne. Amikor hazaért, Paul is csatlakozott hozzá a szám megírásában. 
Azt nem tudni, hogy a két szerző milyen arányban járult hozzá a dal szövegéhez. Lennon az 1980-as Playboy magazinnak adott interjújában így nyilatkozott: "Teljesen az én dalom." Paul ezzel szemben így fogalmaz: "60-40 arányban Johnnak adom, mert az övé volt az ötlet is meg a dallam is. Én adtam viszont hozzá a líraiságot, meg én találtam ki, hogy gyújtsuk fel a kérót, szóval nekem is jár belőle valami. Nem beszélve a középső nyolc taktusról."
A dal eredeti munkacíme ekkor még This Bird Has Flown volt. A dalcímmel kapcsolatban is eltérnek a vélemények. John azt nyilatkozta, hogy nem tudja a cím eredetét. McCartney ezzel szemben azt állítja, hogy akkori barátnőjének, Jane Ashernek a testvére, Pete adta az ötletet. Ezzel kapcsolatban így emlékszik: "Peter Asher lambériáztatta a szobáját, akkoriban nagy divat volt a faburkolat. Norvég fa. Valójában fenyő, mégpedig az olcsó fajtából."

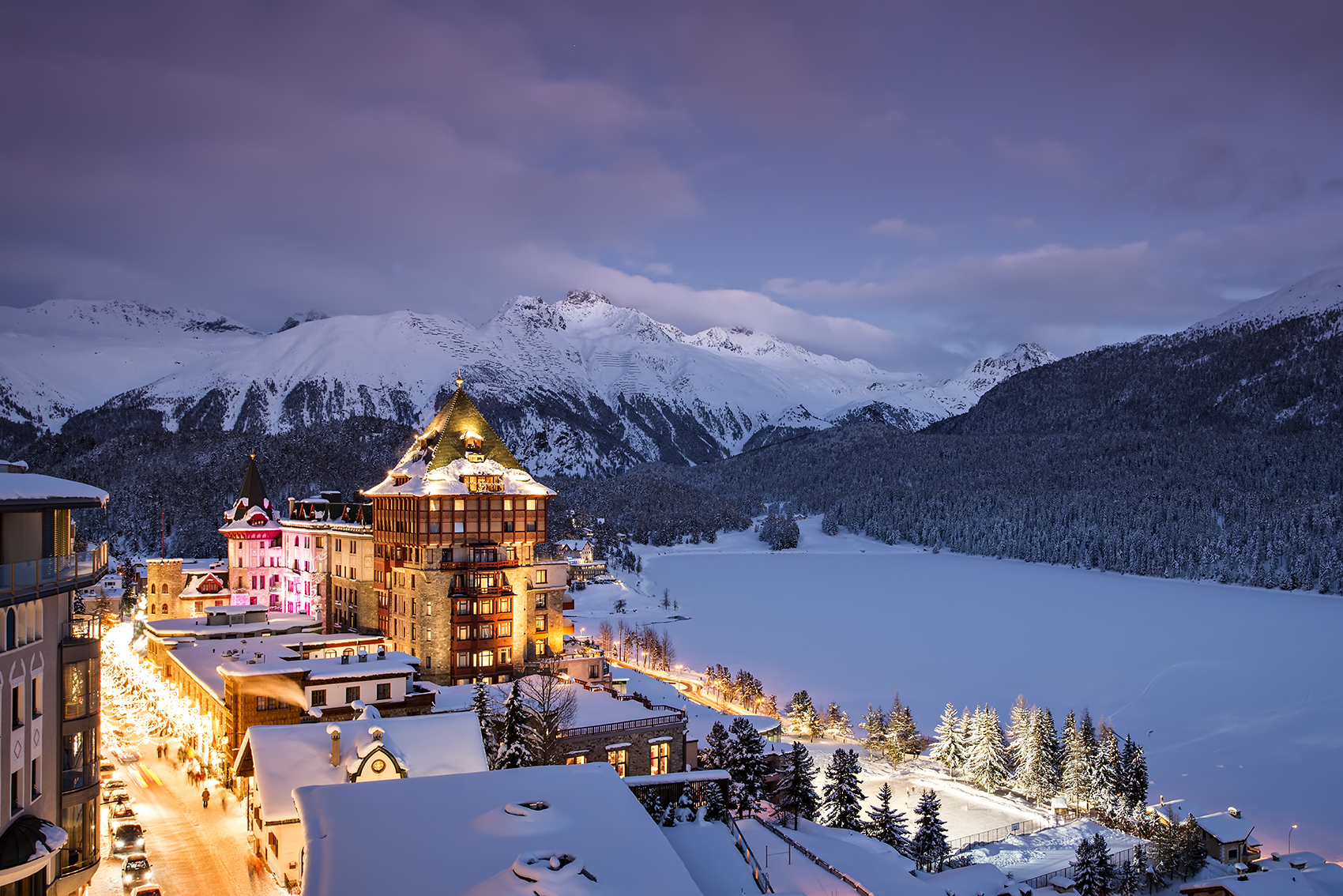
A st. moritz-i Badrutt's Palace Hotel, ahol Lennon elkezdte a dalt írni 1965 januárjában.

A dal szövege Lennon egyik korábbi nőügyét taglalja, rejtélyes utalásokkal, hogy akkori felesége ne sejtsen semmit. A szerzeményben szereplő lányról (akit az elrepült madárral azonosít szerzője) több elképzelés is van. Philip Normann szerint az együttes fotósának, Robert Freemannek a felesége, Sonny Drane német modell lehet az ihlető. A dal címe annyiban kötődik hozzá, hogy Angliában az eredeti származását szégyellve norvégnak hazudta magát. Harrison egyik korábbi barátnője, Marie Guirron szerint viszont Lindy Ness a szöveg ihletője (akire már tettek utalást a Please Please Me című slágerükben). Pete Shotton, Lennon gyerekkori cimborája szerint azonban inkább a család egyik barátját, az újságíróként dolgozó Maureen Cleave-et testesíti meg.

## A dal felvételei
A dalt 1965. október 12-én kezdték el rögzíteni. Lennonnak az volt az eredeti elképzelése, hogy Harrison szitáron játsszon a felvételen. Ekkoriban már nem volt ismeretlen nyugati zenékben az indiai hangzás alkalmazása (elég csak megemlíteni a The Yardbirds Hearth Full of Soul vagy Ray Davies See My Friends című számát). 1965 őszére a rock és az indiai zene összefonódása már nem volt ismeretlen, de a The Beatles dala volt az első, amely végül lemezre került. A felvétel azonban mind az EMI hangmérnökeit, mind a hangszerrel még éppencsak  barátkozó Harrisont kihívás elé állította. Lennon így hiába is próbálkozott  különböző hangzásokkal, végül Harrisonra bízta a szitárjáték megkomponálását. Ennek vágtak neki újból október 21-én. A dal címe is a próbák alatt lett Norwegian Wood. Ez a dal utat mutatott a hatvanas évek több előadójának (pl. The Rolling Stones, The Monkees vagy Jimi Hendrix), hogy az indiai hangzást beépítsék a dalaikba.

## Közreműködött
Ian MacDonald szerint:
- John Lennon – duplázott ének, akusztikus ritmusgitár
- Paul McCartney – vokál, basszusgitár
- George Harrison – duplázott szitár
- Ringo Starr – csörgődob, maracas, ujjal ütött cintányér